# 1697 год в науке
В 1697 году произошли различные научные и технологические события, некоторые из которых представлены ниже.

## События
- 9 марта — русский царь Пётр I в составе Великого посольства под вымышленным именем отправился в Западную Европу, где глубоко изучал судостроение, военное дело и другие актуальные для России науки. В Англии он посетил литейный завод, арсенал, парламент, Оксфордский университет, Гринвичскую обсерваторию и Монетный двор, смотрителем которого в то время был Исаак Ньютон. Одновременно в Италию, Англию и Нидерланды отправлены более 60 молодых дворян учиться навигации и кораблестроению.

## Родились
См. также: Категория:Родившиеся в 1697 году
- 24 февраля — Бернард Зигфрид Альбинус (умер в 1770 году), голландский врач немецкого происхождения.
- 5 февраля — Уильям Смелли (умер в 1763 году), шотландский врач, основоположник современного акушерства как самостоятельного раздела медицины[1].

## Скончались
См. также: Категория:Умершие в 1697 году
- 26 января — Георг Мор (род. в 1640 году), датский математик.
- 1 марта — Франческо Реди (род. в 1626 году), тосканский биолог и врач.
- (?) — Стефано Анджелис (род. в 1623 году), итальянский математик, ученик Кавальери[2].